# Connie Smith
Connie Smith, född Constance June Meador den 14 augusti 1941 i Elkhart, Indiana (men uppväxt i West Virginia och Ohio), är en amerikansk countrysångerska. Hennes genombrott kom 1964 med countrylåten "Once a Day", specialskriven för Smith av Bill Anderson.  Därefter fortsatte hennes karriär under 1960-talet med "Then and Only Then", "If I talk to Him", "Ain't had no Lovin", "Five Fingers to Spare" och "The Hurtin's all Over" (som även sjöngs in av Wanda Jackson.  Hon medverkade i The Lawrence Welk show och även i andra tv-program.
1968 var hon nära att begå självmord . Efter ett avbrott kom hennes karriär under 1970-talet att ha ett annat tempo. Hennes mer framgångsrika låtar var "You and Your Sweet Love", "I Never Once Stopped Loving You" och "Just one Time", ett nummer från 1960, av Don Gibson.
Connie Smith är sedan 1997 gift med den 17 år yngre countryartisten Marty Stuart.

## Diskografi

### Album
RCA-Victor
- Connie Smith (1965)
- Cute'n Country (1965)
- Miss Smith goes to Nashville (1966)
- Great Sacred Songs (1966)
- Born to Sing (1966)
- Downtown Country (1967)
- Connie in the Country (1967)
- Sings Bill Andersson (1967)
- The Best (1967)
- Soul of Country Music (1967)
- I love Charley Brown (1968)
- Sunshine and Rain (1968)
- Connie's Country (1969)
- Young Love (med Nat Stuckey) (1969)
- Back in Baby's Arms (1969)
- Sunday Morning (med Nat Stuckey) (1970)
- The Best 2 (1970)
- I Never Once Stopped Loving You (1970)
- My Heart has a Mind of its Own (1971) (Camden)
- Where is my Castle (1971)
- Just one Time (1971)
- Come Along and Walk with Me (1971)
- City Lights (1972)
- Ain't We Had Us a Good Time (1972)
- If it ain't Love (1972)
- Love is the Look You're Looking For (1973)
- Dream Painter (1973)
- Greatest Hits (1973)
- Now (1974)
- I Overlooked an Orchid (1976) (Camden)
- Clinging to a Saving Hand (1995)
- Essential (1996)

Columbia
- A Lady named Smith (1973)
- God is Abundant (1973)
- That's the Way Love Goes (1974)
- I Never Knew What That Song Meant Before (1974)
- Sings Hank Williams' Gospel (1975)
- Joy to the World (1975)
- The Song we fell in Love to (1976)
- I Don't Wanna Talk it over Anymore (1976)
- Super Hits (1997)
- Born to Sing (2001) (Bear Family)

Monument
- Pure Connie Smith (1977)
- New Horizons (1978)
- Greatest Hits on Monument (1988)

Laserlight
- Live in Branson (1993)

Warner Brothers
- Connie Smith (1998)